# Silberkramerhaus

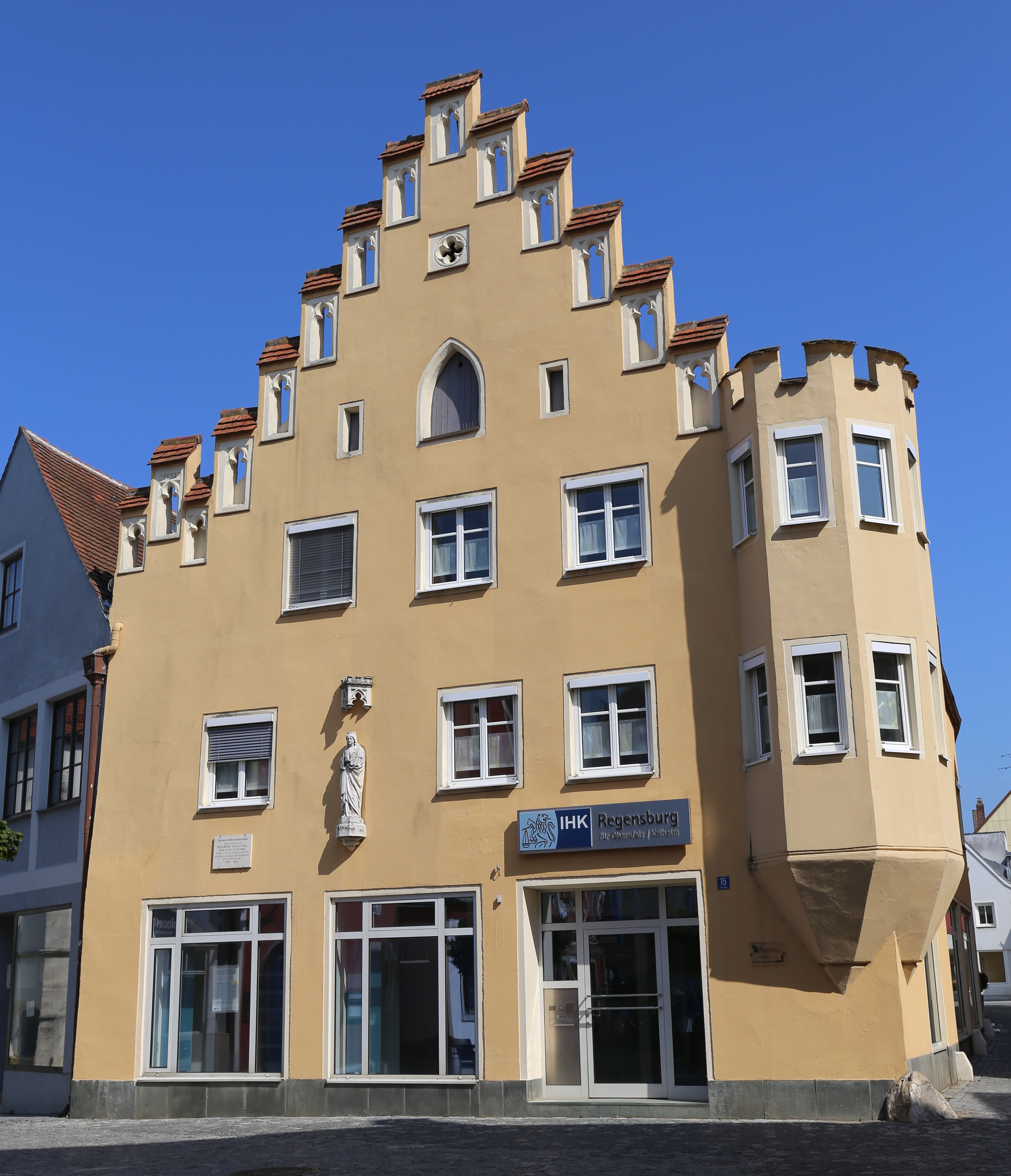
Silberkramerhaus in Abensberg

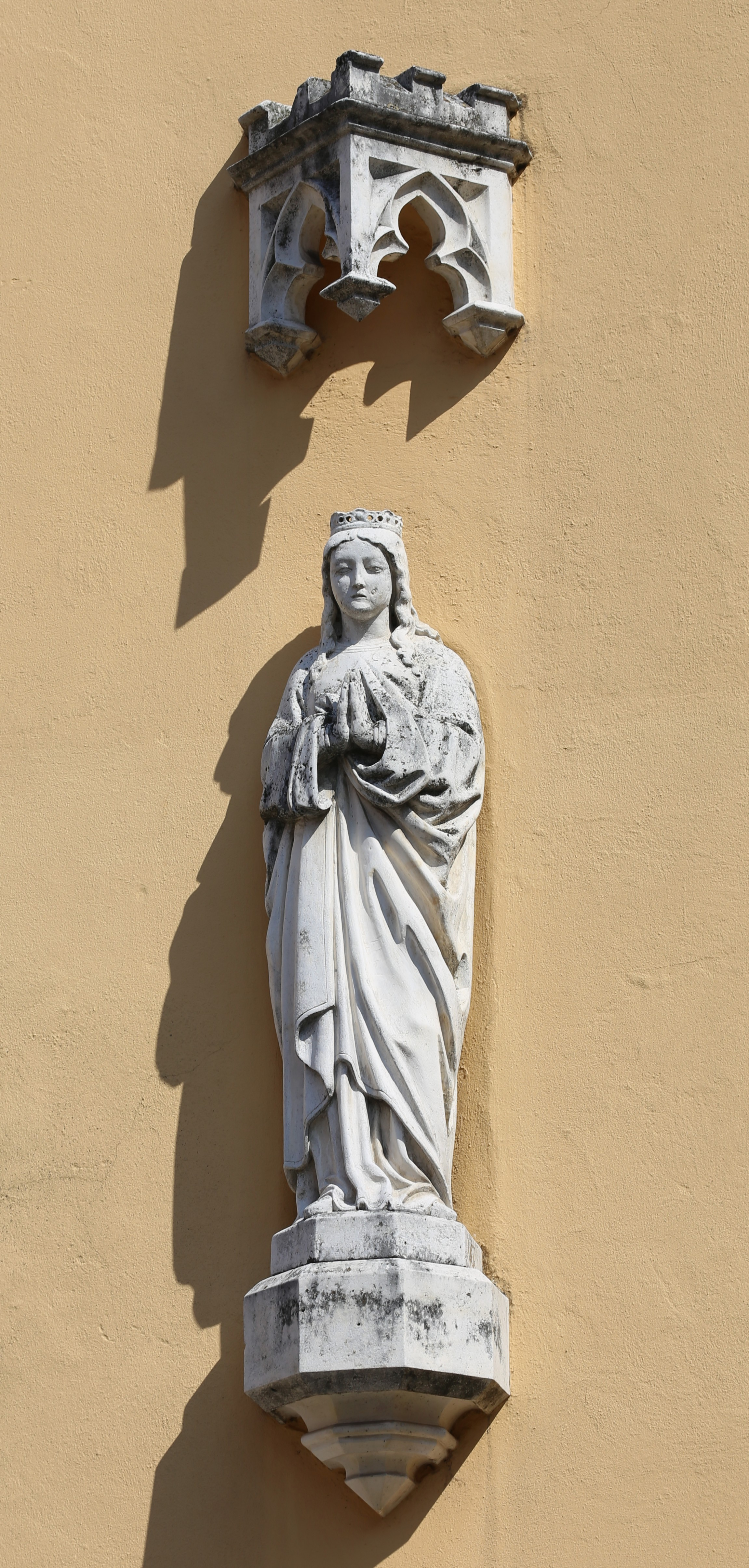
Marienstatue an der Giebelwand

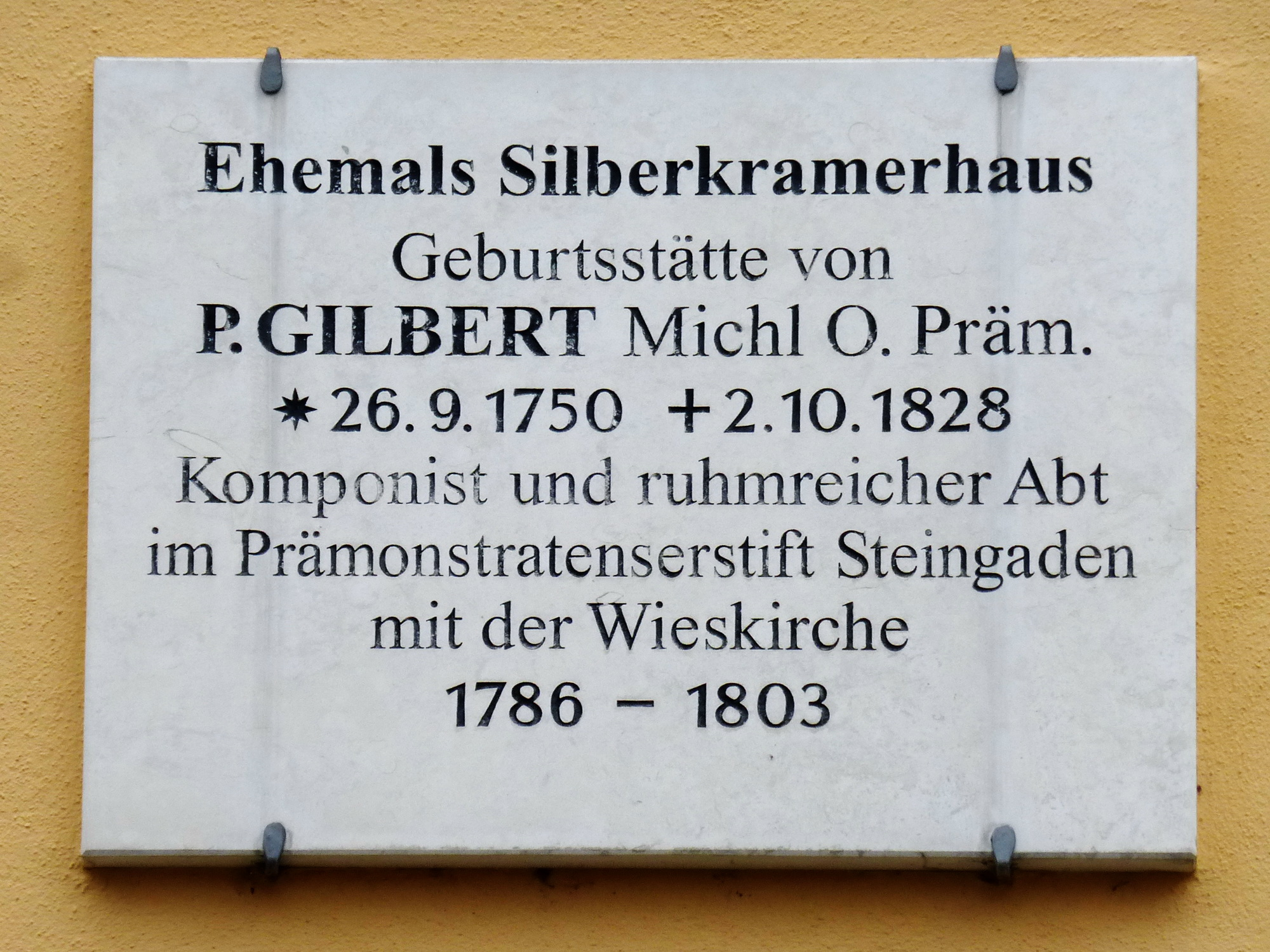
Gedenktafel für Gilbert Michl mit falschem Geburtsdatum

Das Silberkramerhaus ist ein Wohn- und Geschäftshaus (Bürgerhaus) und geschütztes Baudenkmal in Abensberg. Es besitzt die Adresse Stadtplatz 15.

## Beschreibung
Das Silberkramerhaus ist ein zweieinhalbgeschossiges Eckhaus mit Satteldach. Der reich verzierte Treppengiebel bildet den nördlichen Abschluss des annähernd dreieckigen Marktplatzes Abensberg, der als Ensemble Stadtplatz ebenfalls unter Denkmalschutz steht. Die Ostseite des Gebäudes erstreckt sich entlang der Lusteckstraße. Diese ist nach Johann Baptist Lusteck benannt, in dessen Zeit die neugotische Umgestaltung des Gebäudes fiel. Herausstechendstes Merkmal des Hauses ist ein zweigeschossiger, mit Zinnen bekränzter Eckerker.
An der Giebelwand befindet sich eine von Gallus Weber im Zuge des Umbaus 1853 geschaffene und angebrachte steinerne Marienstatue mit Baldachin.

## Geschichte
Im Kern stammt das heutige Silberkramerhaus aus dem 16./17. Jahrhundert.
Im Jahre 1750 wurde hier der spätere Komponist und Prämonstratenser-Abt Gilbert Michl geboren. Auf einer Gedenktafel an der Fassade ist als Geburtsdatum der 26. September angegeben, der sich auch verschiedentlich in der Literatur findet. Hans-Josef Bösl konnte jedoch anhand der Abensberger Taufmatrikel nachweisen, dass Michl bereits am 27. Mai getauft wurde. Vermutlich ist die Verwechslung auf nachlässiges Lesen des Taufbucheintrags zurückzuführen.
Der örtliche Steinmetz Gallus Weber gestaltete im Jahr 1853/1854 das Gebäude im neugotischen Stil grundlegend um.
Im 20. Jahrhundert befand sich im Silberkramerhaus jahrzehntelang ein Textilwarengeschäft – zunächst nur im Erdgeschoss, später auch im ersten Stock.
1950 wurde das Gebäude modernisiert.
Bis 2014 war im Erdgeschoss eine Filiale der HypoVereinsbank untergebracht. Seit April 2016 beherbergen die Räumlichkeiten eine Geschäftsstelle der Industrie- und Handelskammer.